# Gerard Theelen

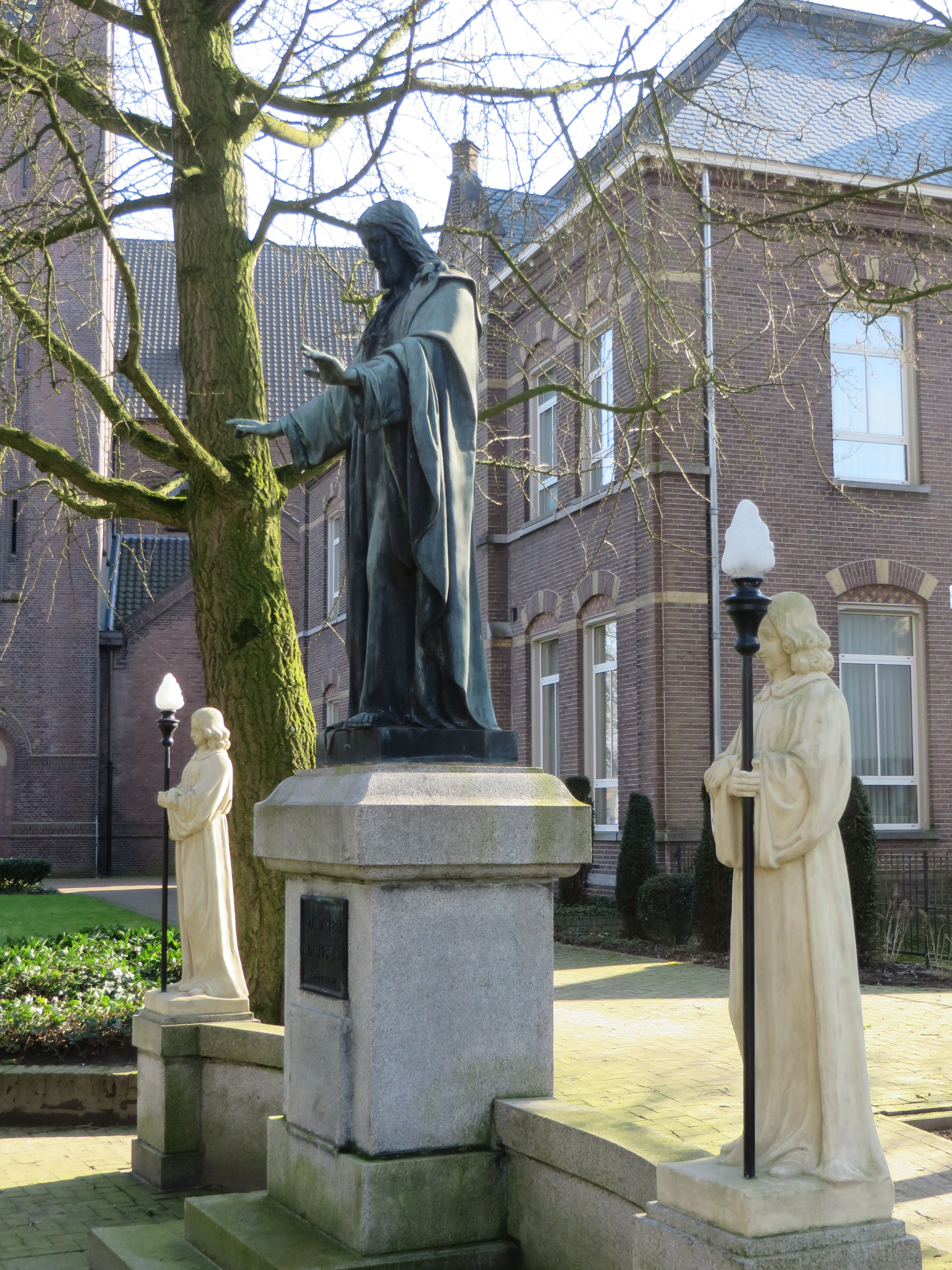
Heilig Hartbeeld Someren

Gerardus Anthonius Hubertus (Gerard) Theelen (Neer, 16 maart 1880 – Essen, 18 januari 1957) was een Nederlands beeldhouwer.

## Leven en werk
Gerard Theelen was een zoon van winkelier Peter Hubertus Theelen en Helena Driessen. Toen hij zes was, verhuisde de familie naar Roermond. Hij kreeg zijn opleiding mogelijk op een van de Roermondse beeldhouwersateliers. Hij werkte als beeldhouwer in hout en steen en woonde en werkte onder meer in Roermond, Stratum, Brussel, en het Duitse Essen. Hij trouwde in 1906 in Laken met Maria Godefrida Wilhelmina van Asten (1883-1956). Begin jaren 20 werkte Theelen samen met Roermondse beeldhouwer Karel Lücker aan een aantal Heilig Hartbeelden, daarnaast kreeg hij bekendheid als maker van grafmonumenten.
Theelen was lid van het Algemeen-Nederlands Verbond en bestuurslid van de Ned. Vereeniging in Essen. Hij ontving in 1934 de zilveren eremedaille verbonden aan de Orde van Oranje-Nassau.

## Enkele werken
- ca. 1917: grafmonument voor de familie Stattrop op de Alter Friedhof Huttrop (Essen).[5]
- 1922: Heilig Hartbeeld (Buggenum),[6]  met Lücker. Gemeentelijk monument. De originele beelden aan weerszijden van Christus werden tijdens de Tweede Wereldoorlog vernield en na de oorlog vervangen door engelen van Piet Schoenmakers.
- 1923: inscriptie m.b.t. het zilveren jubileum van koningin Wilhelmina in de gedenknaald (grenspaal) in Someren. Met Lücker.
- 1923: drie kruiswegstaties voor de Sint-Servaaskapel in Nunhem.[7]
- 1923: Heilig Hartbeeld (Roggel).[8]
- 1923: Heilig Hartbeeld (Someren), met Lücker. Gemeentelijk monument.
- 1924: Heilig Hartbeeld (Neerkant), met Lücker.
- 1930: grafmonument van F.W. Hering op het Alter Luisenfriedhof in Charlottenburg (Berlijn).[9]
- Calvariegroep op het oude kerkhof Hammerveld in Neer.[10]
- grafmonument Bernhard Schulz.[3]

## Foto's

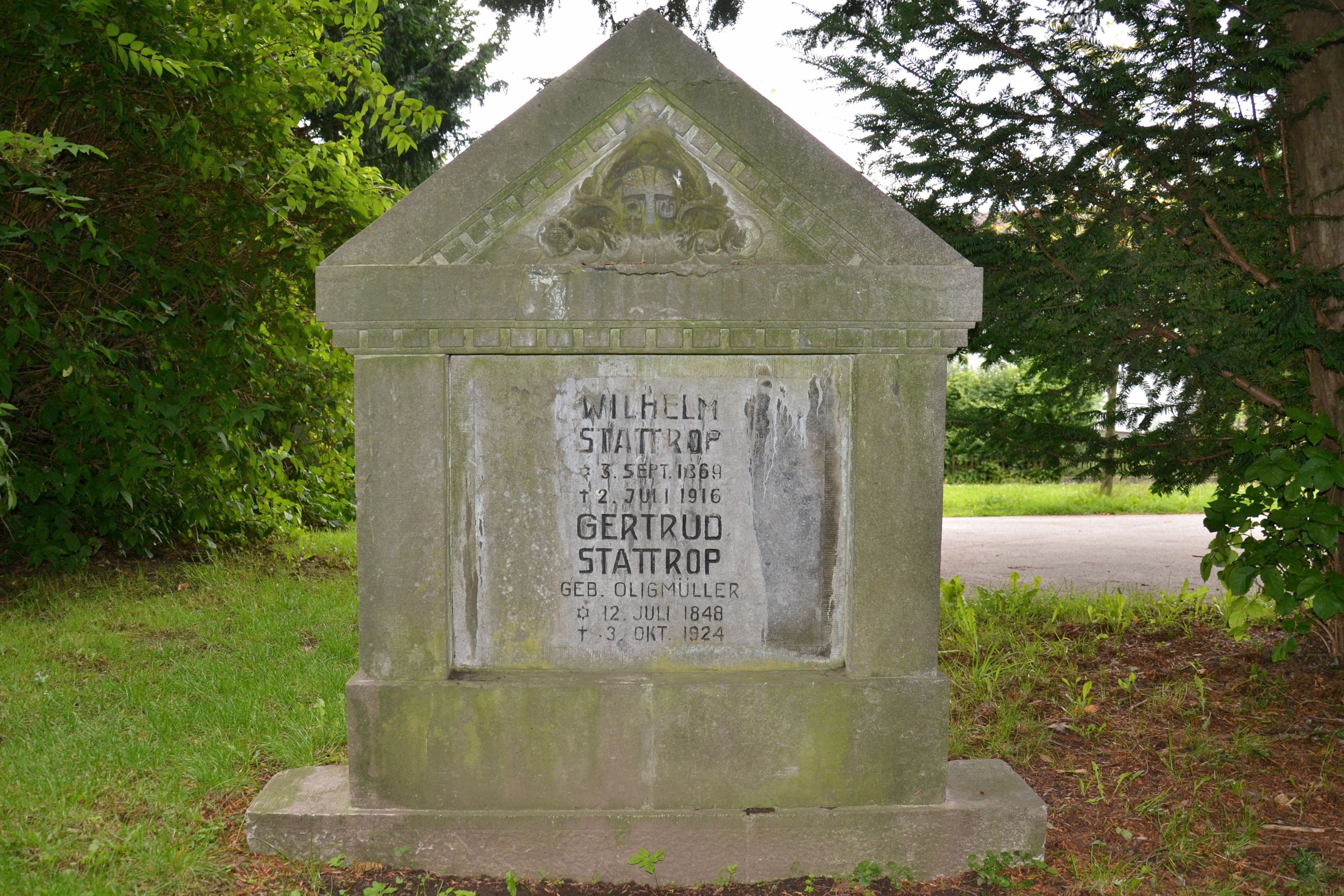
Grafmonument familie Stattrop
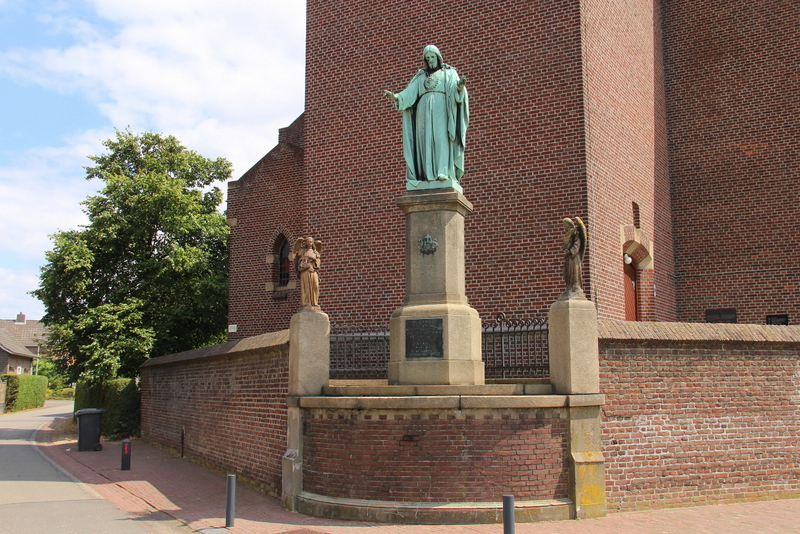
Heilig Hartbeeld Buggenum
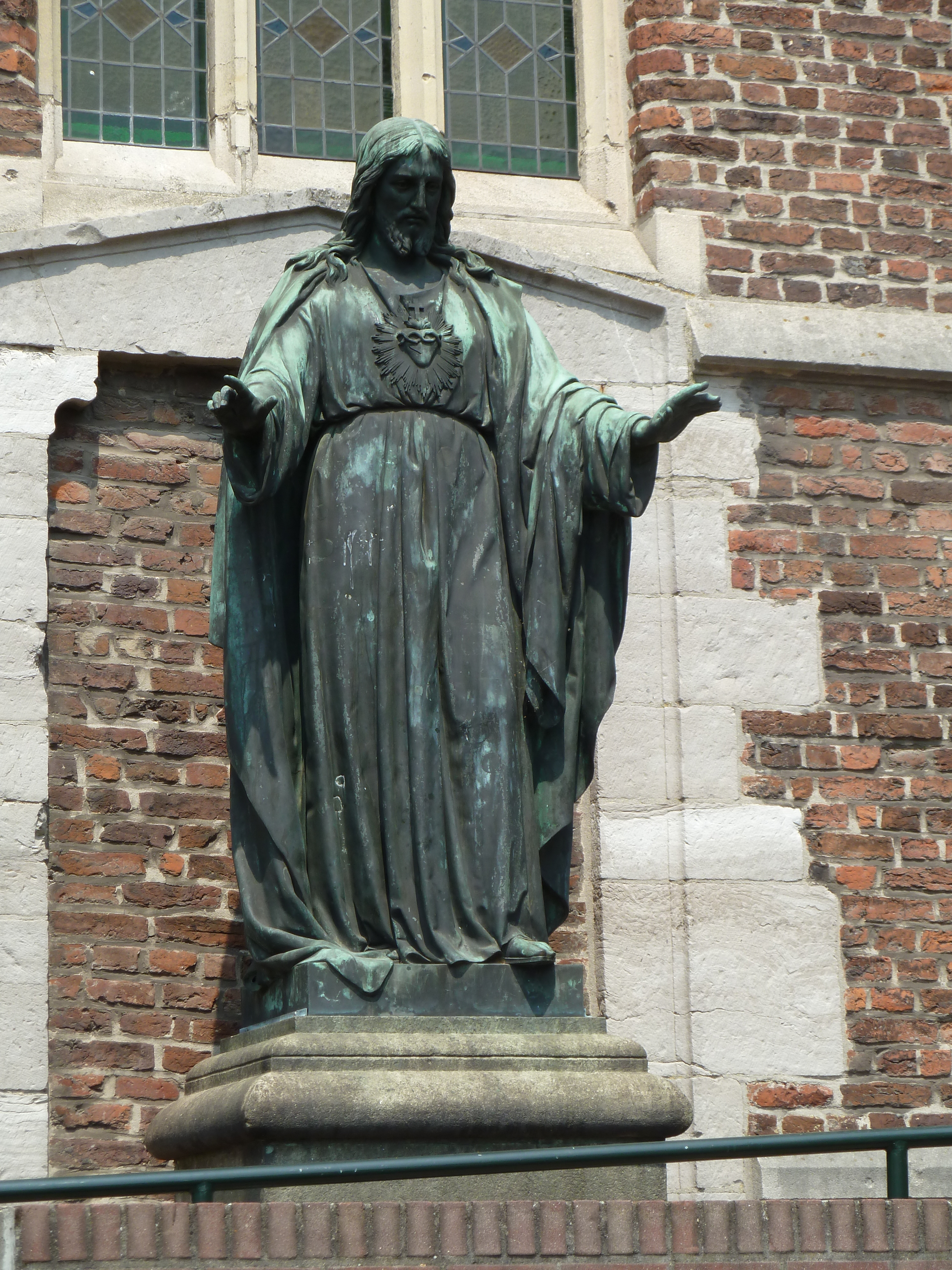
Heilig Hartbeeld Roggel
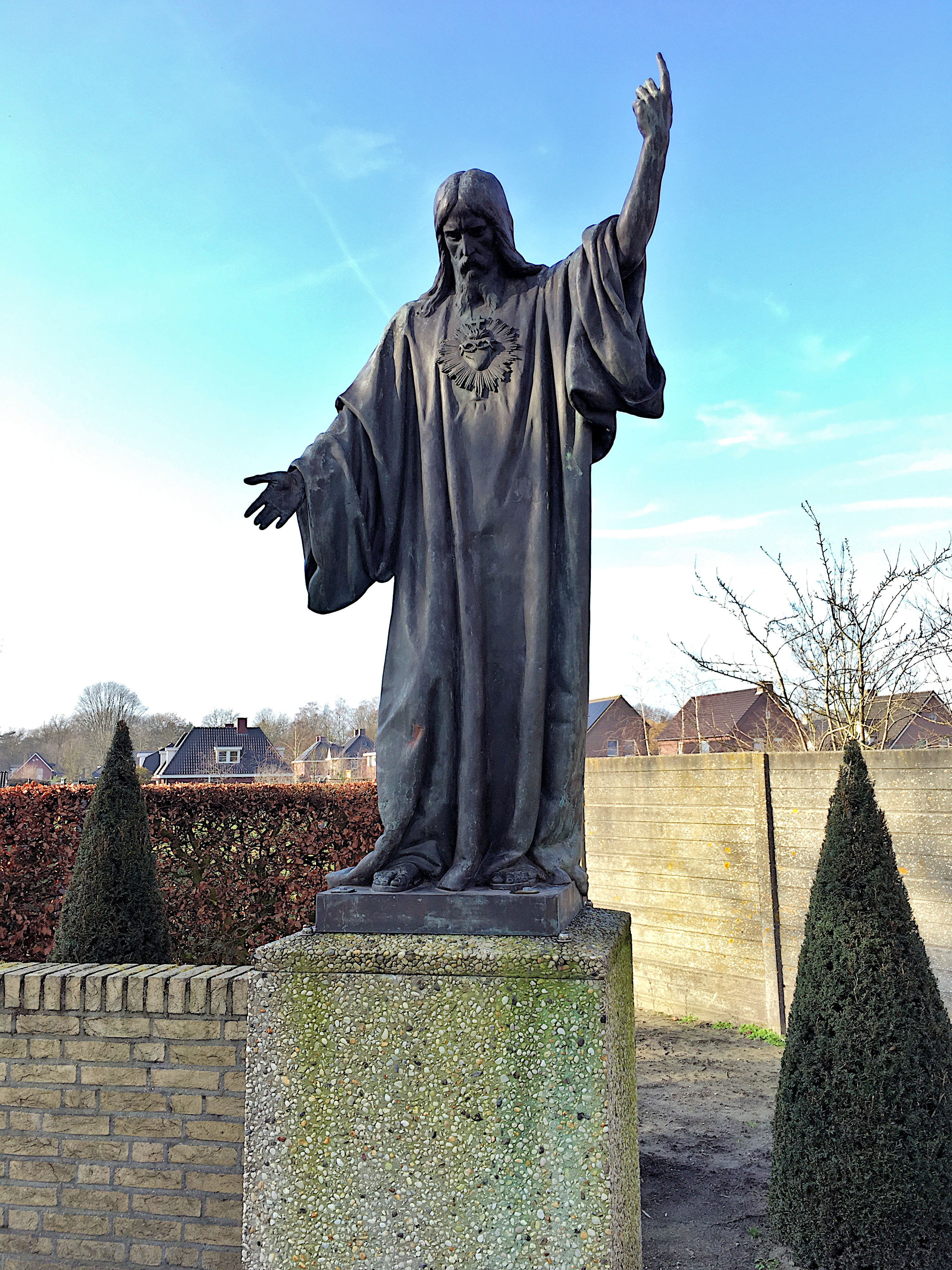
Heilig Hartbeeld Neerkant